# Power Rangers: Forța Mistică
Power Rangers: Forța mistică (engleză Power Rangers: Mystic Force) este un serial de televiziune american dedicat adolescenți. Serialul a fost realizat în anul 2006, fiind bazat pe seria japoneză Mahou Sentai Magiranger
Premiera în România a fost pe 12 octombrie 2007, iar mai târziu, pe 19 septembrie 2009 a fost scos odată cu închiderea postului Jetix.

## Date generale despre serial
Serialul îi are ca protagoniști pe cinci adolescenți: Nick, Vida, Chip, Xander și Madison. Ei sunt power rangers cu puteri mistice și magice. În România, perioada de difuzare a serialului a fost între 2007 și 2009 pe canalul de televiziune pentru adolescenți Jetix. Serialul a fost filmat în Wellington, capitala Noii Zeelande, precum și prin împrejurimile acestuia. Actorii sunt neozeelandezi.

## Început serial
Cu 15 ani în urmă, în lumea magiei s-a purtat o aprigă bătălie între bine și rău. Binele a câștigat, iar cei care practicau magia neagră și legiunile care le erau supuse au fost alungați într-o lume subterană... până acum!
Când sigiliul se rupe și răul iese la suprafață, mai puternic ca niciodată, soarta pământului pare pierdută. Singura speranță de supraviețuire stă într-o legendă antică ce vorbește despre cinci luptători mistici care vor învăța magia și care vor ridica armele împotriva întunericului care se apropie. Acești luptători sunt Power Rangers: Forța mistică.

## Gardieni
- Nick Russell este gardianul mistic roșu. A fost pierdut de Daggeron în vremea Marii Bătălii și adus de Phineas în lumea oamenilor. Ca gardian, Nick poate controla focul și căldura. E un lider înnăscut și curajos, dar vrea mereu să facă lucrurile în felul său. Simbolul lui Nick este pasărea Phoenix.

- Vida Rocca este sora lui Madison. Îi place să se distreze și să mixeze muzica. Este DJ la Rock-Porium. Vida crede că cel mai ușor mod pentru a ieși din încurcături este folosirea forței. Ca gardian, ea poate controla vântul. Chiar dacă este gardianul mistic roz, ea urăște acestă culoare. Simbolul Videi este un fluture.

- Chip Torn este un băiat care a rămas orfan la vârsta de 12 ani. Este gardianul mistic galben și îi plac filmele științifico-fantastice.Este deștept . Ca gardian, el are puterea de a controla lumina și fulgerele. Simbolul lui Chip este Garuda mistică.

- Xander Bly este gardianul mistic verde. Este genul egoist, care se crede perfect. Ca gardian, Xander poate controla pământul și plantele. Simbolul lui este Minotaurul.

- Madison Rocca este gardianul mistic albastru. Este o fată al unor părinți care au fost mult prea ocupați să acorde fiicei lor destul timp. Este foarte deșteaptă și îi place să învețe și să filmeze. Ca gardian, Madison are puterea de a controla apa. Este sora Videi. Simbolul lui Madison este coada unei sirene.

### Aliați
- Udonna a fost o mare vrăjitoare până când și-a pierdut puterile. A fost cea care i-a găsit pe gardieni și i-a învățat să folosească magia. Mai târziu, Udonna își recapătă puterile. Ca și Gardian Mistic Alb, Udonna are puterea zăpezii. Va descoperi că este mama lui Nick.

- Cavalerul Solaris  este ucenicul lui Leanbow și mentorul gardienilor. În timpul Marii Bătălii a fost transformat în broască și închis într-o peșteră mistică alături de Imperious (Calindor). Blestemul a fost rupt de sărutul lui Madison. El l-a distrus pe Imperious în "Aparentul Moștenitor II".

- Clare este nepoata Udonnei. Este de asemenea verișoara lui Nick și fiica Niellei. Clare vrea să-și impresioneze mătușa cu abilitățile ei magice. În final a devenit o vrăjitoare adevărată.

- Leanbow este soțul Udonnei și tatăl lui Nick. A fost hipnotizat de puterile Stăpânului, devenind Koragg, lupul nopții. După ce a salvat-o pe Udonna de puterile Maestrului, Leanbow și-a amintit cine este cu adevărat.

- Toby are 26 de ani. Este cel mai bun prieten al Gardienilor. Este proprietar la Rock-Porium de câțiva ani. Petrece mult timp la magazin ascultând muzică și lucrând. Știe că cei cinci tineri care lucrează în magazinul său sunt Gardienii Mistici (a aflat mai târziu).

### Dușmani
- Koragg este cavalerul lup. Este mâna dreaptă a Stăpânului. Spre deosebire de alți luptători din Lumea de Jos el luptă cu onoare.

- Morticon este un luptător foarte puternic și crud, însă nu are capacitatea de a ieși la suprafață. Când este eliberat reușește să distrugă Zordul gardienilor, dar în cele din urmă Morticon este învins.

- Necrolai este regina vampirilor. Are o fiică în lumea oamenilor, Leelee, care își dorește să fie doar o fată obișnuită.

- Imperious sau Calindor este noul conducător a lumii subterane după distrugerea lui Morticon. În timpul marii lupte dintre bine și rău el i-a trădat pe mistici ajungând de partea răului. Este foarte crud. A fost distrus de Daggeron!
- All the heroes are loved by all the child.  The producter was so happy to see all the audience.

## Serii
Există 30 serii Power Rangers, și anume:
- 1/2/3. Mighty Morphin: Power Rangers (1993–1996)
- 3. Mighty Morphin: Alien Rangers (1996–1997)
- 4. Power Rangers: Zeo (1996)
- 5. Power Rangers: Turbo (1997–1998)
- 6. Power Rangers: In Space (1998–1999)
- 7. Power Rangers: Lost Galaxy (1999–2000)
- 8. Power Rangers: Lightspeed Rescue (2000–2001)
- 9. Power Rangers: Time Force (2001–2002)
- 10. Power Rangers: Wild Force (2002–2003)
- 11. Power Rangers: Ninja Storm (2003–2004)
- 12. Power Rangers: Dino Thunder (2004–2005)
- 13. Power Rangers: S.P.D. (2005–2006)
- 14. Power Rangers: Operation Overdrive (2006–2007)
- 15. Power Rangers: Mystic Force (2007–2008)
- 16. Power Rangers: Jungle Fury (2008–2009)
- 17. Power Rangers: RPM (2009–2010)
- 18. Power Rangers: Samurai (2011–2012)
- 19. Power Rangers: Super Samurai (2012)
- 20. Power Rangers: Megaforce (2013)
- 21. Power Rangers: Super Megaforce (2014)
- 22. Power Rangers: Dino Charge (2015)
- 23. Power Rangers: Dino Super Charge (2016)
- 24. Power Rangers: Ninja Steel (2017)
- 25. Power Rangers: Super Ninja Steel (2018)
- 26/27. Power Rangers: Beast Morphers (2019–2020)
- 28/29. Power Rangers: Dino Fury (2021–2022)
- 30. Power Rangers: Cosmic Fury (2023)

My Series Tele TV:
- 1. Power Rangers: Wild Spirits (2006–2007)
- 2/3/4. Power Rangers:Fusion Galaction (2007–2010)
- 5/6 . Power Rangers: Mystic In Space (2010–2012)
- 7/8/9. Power Rangers:Metamorphose Overdrive (2012–2015)
- 10/11/12/13. Power Rangers: Dragons Masters (2015–2017)
- 14. Power Rangers:LightSurge (2017)
- 15. Power Rangers:Light Super Surge (2017–2018)
- 16. Power Rangers:Poke Types (2018)
- 17/18.Power Rangers Fury Space (2018–2019)
- 19/20.Power Rangers Fury Super Space (2019–)

## Filme
Există 3 filme Power Rangers, și anume:
- 1. Mighty Morphin Power Rangers: The Movie (1995)
- 2. Turbo: A Power Rangers Movie (1997)
- 3. Saban's Power Rangers Movie (2017)

## Dublajul
Dublajul a fost realizat de Zone Studio Oradea.
- Paul Zurbău - Nick
- Ioana Dagău - Madison

- Florian Silaghi - Xander
- Iulia Tohotan - Vida
- Cosmin Petruț - Chip
- Ilinca Ghimbășan - Leelee
- Corina Cernea - Necrolai
- Mirela Corbeanu - Udonna
- Anca Sigmirean - Clare
- Alexandru Rusu - Daggeron
- Ion Abrudan - Leanbow/Koragg